# مایکی ماوه
مایکی ماوه (به لاتین: Majki Małe) یک روستا در لهستان است که در گمینا زاویز واقع شده‌است.